# Blåvinget ellekrage
Blåvinget ellekrage (latin: Coracias naevia) er en skrigefugl, der lever i Afrika.